# Miraíma
Miraíma é um município brasileiro do estado do Ceará localizado na Mesorregião do Noroeste Cearense. O município tem 13.894 habitantes (2020) e 699,588 km².

## História
Os principais fatores ascendentes do surgimento da cidade foram a construção do açude (São Pedro da Timbaúba) e a ferrovia Sobral-Fortaleza. Chamou-se primitivamente São Pedro da Timbaúba, vinculada ao Município de Itapipoca e a manter na sede uma estação ferroviária. A elevação do povoado à categoria de Distrito data do ano de 1920 e, a de Município, conforme Lei nº 6.447, de 29 de junho de 1963. Suprimido, consoante Lei nº 8.339, de 14 de dezembro de 1965, antes de sua instalação e restaurado na forma da Lei nº 11.437, de 12 de maio de 1988.
Igreja: As primeiras manifestações de apoio eclesial datam da edificação da capela cujo oráculo dedicou-se a São Pedro, tendo como órgão subordinante o Bispado de Itapipoca.
Emancipadores:
Francisco Braga Teixeira e Antonio Ednardo Braga Lima.

## Geografia

### Clima
Semiárido com pluviometria de 897,5 mm, com chuvas concentradas de janeiro a maio.

### Hidrografia e recursos hídricos
As principais fontes de água fazem parte da bacia do rio Aracatiaçu. Possui 2 açudes oficiais monitorados pela COGERH: O açude São Pedro da Timbaúba, na sede do município e o Açude Missi, no interior do município.
Miraíma conta também com diversos açudes "não oficiais", como o de Brotas, Poço da Onça, Juremal, entre outros...

### Vegetação
Caatinga arbustiva aberta.

### Relevo e Solos
Depressões Sertanejas, Maciços Residuais Bruno não Cálcico, Solos Litólicos, Planossolos Solódicos, Podzólico Vermelho-Amarelo.
Sua sede está localizada a 80 metros de altitude, possui serras e serrotes nos distritos Poço da Onça e em Brotas, onde em certos locais as montanhas ultrapassam 700 metros de altitude.

### Subdivisão
O município tem 4 distritos, sendo eles: Miraíma (sede), Brotas, Poço da Onça e Riachão.

## Distritos

### Miraíma (sede)
Maior distrito do município, possui uma população de 6.869 (2010). Nele está a sede administrativa da cidade. Além disso, possui posto de saúde, o hospital municipal, escolas de ensino médio, fundamental e infantil, base do SAMU, junta de serviço militar, entre outros.
Bairros: Centro, Planetas, Altos, Cruzeiro, Campo Alegre, Cemitério, Açude das irmãs, Boa Vista e Tatuzão.

### Brotas
Segundo maior distrito da cidade com uma população de 4.176 (2010). Brotas fica a 25 km da sede de Miraíma e a 21 km da cidade de Itapipoca. Possui escolas de ensino fundamental, escola de ensino médio em tempo integral, CEI e posto de saúde.
Bairros: Bairro São Francisco

### Poço da Onça
Está situado a 12 km da sede de Miraíma. Sua população é de 1116 habitantes (2010). Lá, tem-se escola de ensino fundamental e posto de saúde. Os alunos da rede estadual estudam na sede do município.

### Riachão
Se encontra a 15 km da sede de Miraíma, fica às margens da CE-240 e possui população de aproximadamente 800 habitantes (2010). Possui escola de ensino fundamental e posto de saúde. Os alunos da rede estadual estudam em Brotas.

## Cultura

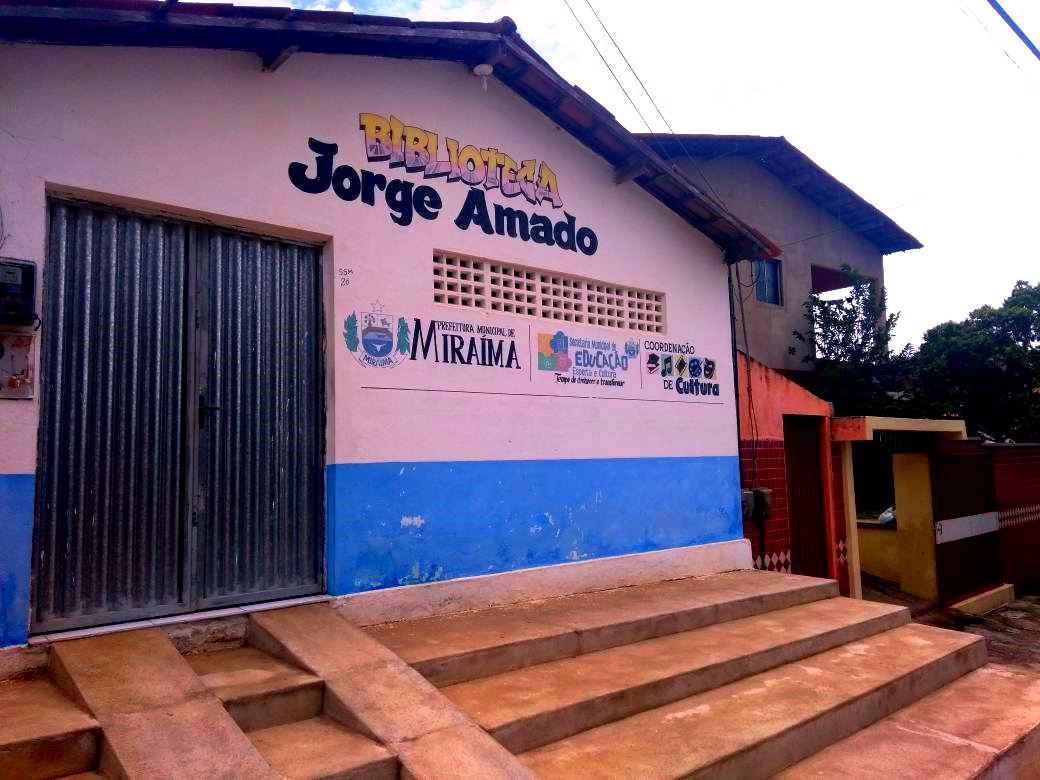
Biblioteca de Miraíma, Ceará.

### Biblioteca Municipal
Uma biblioteca municipal também é um dos lugares do turismo de uma cidade e o  município de Miraíma tem a Biblioteca Municipal Jorge Amado e conforme a lista do Sistema Nacional de Bibliotecas Públicas fica situada na Rua Luiz Matias, 476, Centro, CEP:  62530-000.

## Transportes

### Cootransvace
Cooperativa de Vans (popularmente chamadas de topics) que atende a cidade na rota MIRAÍMA X SOBRAL, atendendo a sede do município, localidades de santana do acaraú (como a vila cacimbas), fazenda melado e o distrito Caioca, pertencentes a Sobral.

### Cooperita
Atende a cidade nas rotas:
MIRAÍMA X ITAPIPOCA (Atendendo a sede, distrito Riachão e a cidade de Itapipoca)
BROTAS X ITAPIPOCA (Atendendo o distrito de Brotas e localidades vizinhas e a cidade de Itapipoca)

### Guanabara
A empresa de ônibus atua na cidade através da linha FORTALEZA X SOBRAL VIA MIRAÍMA, fazendo a ligação de Sobral e Miraíma com destino a capital do estado do Ceará.

### Táxi Coopitima
Cooperativa de táxi que atuam nos trajetos Miraíma x Itapipoca e Brotas x Itapipoca.

### Transporte universitário
A prefeitura de Miraíma também disponibiliza transporte gratuito para os estudantes universitários que estudam em Sobral e Itapipoca.
No momento existem 3 rotas universitárias, sendo elas:
Miraíma x Sobral (de segunda a sexta)
Miraíma x Itapipoca (de segunda a sexta)
Brotas x Itapipoca (de segunda a sexta)
Vale lembrar que esse transporte é pra uso exclusivo dos universitários.

## Estatísticas
População, Censo de 2020: 14.894
Densidade Demográfica (hab/km²): 14,43
Distância da Capital em Linha Reta: 162,5 km
Distância por Rodovia: 177 km
Vias de Acesso à Capital: BR-222
Emissoras de Rádio: AQUARELA FM
Energia Elétrica: N° de Consumidores: 1.193; Total Consumo: 110.068